# Acquappesa
Acquappesa är en ort och kommun i provinsen Cosenza i regionen Kalabrien i Italien. Kommunen hade 1 853 invånare (2017).